# Margarida de Parma i de Portugal
Margarida de Parma o Margarida Farnese (Parma, Ducat de Parma 1567 - Piacenza 1643) fou una noble i religiosa del Ducat de Parma.

## Orígens familiars
Va néixer el 7 de novembre de 1567 a la ciutat de Parma sent la filla primogènita del duc Alexandre I de Parma i Maria de Portugal. Fou net per línia paterna de Pere Lluís I de Parma i Gerolama Orsini, i per línia materna d'Eduard de Portugal i Isabel de Bragança. Fou, així mateix, germà de Ranuccio I de Parma i Odoard Farnese.
Va morir el 13 d'abril de 1463 a la ciutat de Piacenza.

## Núpcies i descendents
Amb l'objectiu polític de crear una aliança entre la dinastia Gonzaga i els antiflorentins Farnese, posant fi a les disputes entre les dues famílies que es remuntaven a l'època de Pere Lluís I de Parma, es casà el 2 de març de 1581 a la ciutat de Piacenza amb el futur duc Vicenç I de Màntua. A causa d'una malformació física el matrimoni no fou consumat i fou anul·lat el 26 de maig de 1583.

## Vida religiosa
Al seu retorn al ducat de Parma es retirà a un convent i va esdevindre abadessa benedictina del Monestir de Sant Alexandre de Parma amb el nom de Germana Maura Lucenia.